# Alphonse Vétault
Alphonse Vétault est un archiviste et historien français né le 14 mai 1843 à La Ménitré, mort le 19 mars 1898 à Rennes.

## Biographie
Après de fortes études classiques, Alphonse Vétault devient élève de l'École impériale des chartes, où il obtient en 1868 le diplôme d'archiviste paléographe grâce à une thèse sur l'abbaye de Saint-Victor.
Il est alors nommé archiviste départemental de la Marne. De 1878 à 1898, il est archiviste et bibliothécaire de la ville de Rennes.
L'Académie française lui décerne en 1879 le grand prix Gobert pour son ouvrage sur Charlemagne.

## Œuvres
- L'Abbaye de Saint-Victor de Paris depuis sa fondation jusqu'au temps de Saint-Louis (1198-1227) (thèse)
- Godefroy de Bouillon, 1868
- Suger, 1872
- Charlemagne, eaux-fortes Léopold Flameng et François-Nicolas Chifflart, gravures Laurent Hotelin et Alexandre Hurel, Alfred Mame et fils, 1876 (2e édition 1880)
- Catalogue des manuscrits de la Bibliothèque de Rennes, 1894